# Paraulopus melanostomus
Espèce
Statut de conservation UICN

 LC 15 août 2019 : Préoccupation mineure
Paraulopus melanostomus est une espèce de poissons marins téléostéens de la famille des Paraulopidae.

## Systématique
L'espèce Paraulopus melanostomus a été décrite pour la première fois en 2010 par les ichtyologues japonais Tomoyasu Sato (d) et Tetsuji Nakabo (d) ainsi que l'ichtyologue australien Martin Fellows Gomon (d).

## Description
Paraulopus melanostomus possède un corps allongé qui varie entre 13,4 et 32,2 cm, et dont l'holotype est une femelle de 32,2 cm
L'espèce se caractérise par l’intérieur de sa bouche qui est intégralement noire, ce qui lui a valu son épithète spécifique.
Cette bouche est garnie de deux rangées de dents coniques sur le palais et le vomer, ainsi que d'une langue elle-même garnie de deux niveaux de petites dents caniniformes réparties de manière irrégulière.
Comme les autres membres du genre Paraulopus, Paraulopus melanostomus possède un dimorphisme sexuel remarquable au niveau de sa coloration, bien qu'il soit plus discret que chez d’autres espèces.
Les mâles possèdent une teinte noire sur le ventre, au niveau de la nageoire anale, qui est absente chez les femelles.

## Répartition
Cette espèce se croise au sud de l’Australie, dans l’Océan Indien, à des profondeurs variant de 450 à 1 000 m.

## Étymologie
Son épithète spécifique, melanostomus du grec μέλανος « melanos » noir, et στόμα « bouche », fait référence à l'intérieur de sa gueule qui est intégralement noir.

## Publication originale
- (en) Tomoyasu Sato, Martin F. Gomon et Tetsuji Nakabo, « Two new Australian species of the Paraulopus nigripinnis complex (Aulopiformes: Paraulopidae) », Ichthyological Research, vol. 57, no 3,‎ juillet 2010, p. 254 à 262 (ISSN 1341-8998 et 1616-3915, DOI 10.1007/S10228-010-0162-6, lire en ligne).